# Edwardsiana menzbieri
Edwardsiana menzbieri är en insektsart som beskrevs av Aleksey A. Zachvatkin 1948. Edwardsiana menzbieri ingår i släktet Edwardsiana och familjen dvärgstritar. Arten är reproducerande i Sverige. Inga underarter finns listade i Catalogue of Life.